# Марсьяль, Эумир
Эумир Феликс Марсьяль (исп. Eumir Felix Marcial; род. 29 октября 1995, Замбоанга, Полуостров Замбоанга) — филиппинский боксёр, выступающий в средней и в полутяжёлой весовых категориях. Бронзовый призёр Олимпийских игр 2020 года, серебряный призёр чемпионата мира (2019), двукратный призёр Азиатских игр (2018, 2022), двукратный призёр чемпионата Азии (2015, 2021) в любителях.

## Карьера
Эумир Феликс Марсьяль выступает в средней весовой категории. В любительском боксе выступает с 2011 года.
В Бангкоке на Чемпионате Азии 2015 года стал вице-чемпионом континента, в финале уступил казахстанскому боксёру Данияру Елеусинову.
В 2018 году принял участие в летних Азиатских играх, которые проходили в Джакарте. В среднем весе он сумел завоевать бронзовую медаль.
На чемпионате мира 2019 года в Екатеринбурге Эумир дошёл до финала, в котором уступил российскому боксёру Глебу Бакши, тем самым завоевав серебряную медаль.
В июле 2021 года Эумир стал бронзовым призёром Олимпиады в Токио. Он победил боксёров из Алжира и Армении, однако в полуфинале уступил боксёру из Украины Александру Хижняку и завоевал бронзовую медаль Игр.